# Casa Vicepresidencial
La Casa Vicepresidencial es la residencia oficial y principal sede de trabajo del Vicepresidente de Colombia, ubicada en el centro histórico de Bogotá, a un costado de la Casa de Nariño.
Esta casa ha servido como residencia oficial del vicepresidente de la República de Colombia desde 1999, año en que se terminaron las adecuaciones del edificio. La residencia cuenta con una Casa Privada donde reside el vicepresidente y su familia, además de dos edificios donde se encuentra el despacho vicepresidencial y otras dependencias.
Actualmente residen en ella, la vicepresidenta de la República junto a su pareja.

## Historia
La Casa Vicepresidencial funcionó anteriormente como un fuerte militar adjunto al Batallón Guardia Presidencial, que más tarde sería puesto en venta, para finalmente ser adquirido por el Banco Central Hipotecario en 1993, y más tarde en 1999, serían comprados por el gobierno durante la presidencia de César Gaviria con el fin de dotar a la capital de una residencia oficial para el vicepresidente de la República. En 1999 durante la presidencia de Andrés Pastrana, el vicepresidente Gustavo Bell y su familia se convirtieron en los primeros inquilinos de la Casa Vicepresidencial. Más tarde Francisco Santos y su familia permanecerían en ella de 2002 a 2010.

## Arquitectura y decoración
La Casa Vicepresidencial fue diseñada por Rogelio Salmona, esta fue proyectada para ocupar completamente toda la media manzana existente desde 1990. Con esta nueva redistribución se produjo una nueva carrera octava entre las calles séptima y octava. La construcción contempla una casa familiar y un jardín. Incorpora dos casas republicanas empleadas como oficinas. El acceso principal al conjunto se realiza por la calle octava, pasando bajo una escalera de agua longitudinal dividida en tramos a distintos niveles. El conjunto se organiza en cuatro crujías en torno a un patio cuadrado con una galería a su alrededor. Elemento característico en las construcciones de su autor Rogelio Salmona.
Para calificar los muros y bóvedas internas y externas características de la casa se emplearon ladrillos de arcilla de Cundinamarca, la Casa Vicepresidencial es una réplica de la Casa de Huéspedes Ilustres de Cartagena. La construcción consta con imponentes vistas de los Cerros de Bogotá, el lugar fue electo por su ubicación, paisaje, vegetación natural y especialmente por la presencia de las ruinas fortificadas del antiguo almacén de provisiones de 117 metros cuadrados, esta pequeña parte de la construcción contó con la ligera intervención del arquitecto Germán Téllez, quien junto con Salmona establecieron relaciones volumétricas de carácter especial ente la Casa Vicepresidencial y el antiguo fuerte. Salmona, utilizó referencias históricas de las arquitecturas prehispánicas e hispano-moriscas reflejadas en la distribución de la casa que consta en un sistema de ejes de circulación y patios, dotando cada uno de ellos de un carácter especial. La distribución funcional es sencilla y responde a las exigencias de una vivienda que puede albergar a muchas personas al mismo tiempo, sin perder el carácter y la escala doméstica de los espacios.